# فندق آمریکایی
فندق آمریکایی (نام علمی: Corylus americana) نام یک گونه از سرده فندق است.